# Собачий мир
«Собачий мир» (в советском прокате начала 1960-х годов — «Грязный мир», итал. Mondo Cane) — итальянский документальный фильм 1962 года, поставленный тремя режиссёрами: Гуальтьеро Якопетти, Паоло Кавара, и Франко Проспери. Фильм стал основой и дал название целому направлению специфической кинематографической журналистики — Мондо или Shockumentary. Снятая более полувека назад, лента, имеющая и сторонников, и противников, до настоящего времени вызывает споры о допустимых методах подачи материала и кинематографической этике. В 1963 году было снято продолжение проекта — «Собачий мир 2», по сравнению с которым первый выглядел «даже менее брутально».

## Сюжет
Картину предваряет текст: «Все материалы данного фильма являются документальными и записаны с натуры. Местами они ужасают, но это лишь потому что в этом мире много ужасающих вещей. Долг хроникёра не смягчать, а объективно освещать события» (англ. «All the scenes you will see in this film are true and are taken only from life. If often they are shocking, it is because there are many shocking things in this world. Besides, the duty of the chronicler is not to sweeten the truth but to report it objectively»).
Фильм начинается со сцены открытия памятника американскому киноактёру Рудольфу Валентино, а заканчивается историей про племя, поклоняющееся самолётам, считая их райскими колесницами, посланными на землю умершими родственниками.
Фильм представляет собой череду кадров, демонстрирующих пищевые обычаи,  сексуальные традиции и социальное поведение разных народов, проблемы экологии и религиозные верования, отношение к жизни, смерти и мести. Повествование фильма построено на постоянном контрасте: тяжёлые кровавые сцены сменяются весёлыми и лёгкими зарисовками из светской жизни. Например:
- полицейские из Мексики соревнуются в меткости, отстреливая сигареты изо рта своих коллег;
- пьяные немецкие дамы, задрав юбки, демонстрируют в недорогой пивной свои жирные ягодицы;
- жители Гавайских островов один раз в пять лет забивают свиней, объедаются мясом и до полусмерти мучаются от кишечных колик;
- французы насосом через воронку в горле набивают утробу несчастных гусей кормом, для того чтобы, убив ожиревших птиц, получить заветное фуа-гра;
- военные Тайваня при получении офицерских погон должны уметь одним ударом отсечь голову быку.

## Художественные особенности и критика
Основу, вероятно, наиболее нетерпимой критике фильма и всего творчества режиссёров (в основном — Якопетти) положил в 1972 году ведущий американский киновед Роджер Эберт. Не выбирая выражений, он назвал «Собачий мир» дрянной подборкой так называемых странностей человеческого поведения. При этом, по его мнению, авторам удалось обмануть нескольких критиков из числа самых тупых, не способных понять постановочный характер большинства эпизодов.
В советской печати и профессиональной литературе оценки «Грязного мира» (вариант названия в прокате СССР начала 1960-х годов) варьировались от позитивных к нейтральным и резко негативным: «итальянская картина Гуальтьеро Якопетти содержит много чрезвычайно интересных съемок» (И. В. Вайсфельд, 1964 год), «„Собачий мир“ („Грязный мир“) Гуальтьеро Якопетти оставляет в сознании зрителей горькое ощущение бесперспективности развития, <…> но отдельные эпизоды обладают немалой силой обличения» (1965 год), «Якопетти облетел на лайнерах „5А5“, финансировавшей его фильм, весь мир, подбирая свидетельства человеческой пакостности и уродства» (1966 год), «к разряду неонатуралистических произведений „прямого кино“ и инсценированной псевдодокументальности следует отнести, в частности, нашумевший фильм итальянского режиссёра Якопетти „Грязный мир“» (1979 год).
Немалое количество негативных высказываний звучит и в современных русскоязычных источниках. Подробный анализ фильма приведён в обзоре журнала «Сеанс», подготовленном искусствоведом Михаилом Трофименковым. Во-первых, автор предполагает, что в СССР, например, было бы просто и удобно отнести эту работу к антибуржуазному, протестному кинематографу (как в первые два-три года на практике и произошло). Но даже идеологи коммунизма, разобравшись, считали работы Якопетти лишь коммерческой эксплуатацией псевдо-революционных настроений (хотя позже, по утверждению М. Трофименкова, именно они приняли на вооружения подобные методы работы для пропагандистских советских телепередач). Далее критик переходит к творческим аспектам проекта. Монтаж ленты он комментирует крайне негативно, называя результат скорее вёрсткой последовательности сюжетов, аналогично новостийной телевизионной программе. А сверхидеей фильма критик видит свидетельство деградации человечества, отсутствии какого-либо прогресса: современные европейцы и американцы — те же варвары, в новых условиях верные тем же древним ритуалам и суевериям. Киновед Александр Дерябин в обзорной статье, посвящённой этике документального кино, называет Якопетти «жупелом документалистики, отрицаемым как прогрессивной, так и реакционной общественностью».

Публицист Татьяна Алёшичева в журнале «Сеанс» считает, что «Собачий мир», имитируя научно-познавательное документальное кино, заполняет эту форму другим содержанием и делает иные выводы: прогресса нет, цивилизация деградирует, белый человек по-прежнему дик: 
Изощрённая жестокость Якопетти состояла не в том, что он первым сознательно и последовательно сделал шок приёмом документального кино, а в том, что <…> на материале многих повторов он пришёл к выводу, который не дает миру шанса. Он вскрывает логику регресса. Цивилизация это цинизм, обученный демагогии. Эта демагогия отвергает сдерживающие факторы во имя прогресса пожирающего. Логика регресса такова: он бесконечно воспроизводит сам себя, он необратим, остановить его в «собачьем мире» может только чудо. Но чуда Якопетти не обещает.

## Награды
- Лента была номинирована на Золотую пальмовую ветвь Каннского кинофестиваля;
- В 1962 году вручена премия «Давид ди Донателло» лучшему продюсеру;
- Песня «More» из этого фильма в 1964 году была номинирована на «Оскар», в категории «Лучшая песня к фильму»;
- Песня «More» получила в 1964 году «Грэмми» как лучшая инструментальная тема.